# Ecbolemia misella
Ecbolemia misella là một loài bướm đêm trong họ Noctuidae.